# Venchi
Venchi是意大利朱古力製造商，於1878年在都靈成立。
2006年，Venchi開始涉足製作雪糕，由世界各地的商店銷售。
目前全球有75家分店，分佈在意大利、英國、羅馬尼亞、日本、中國、香港、新加坡、美國、沙特阿拉伯、迪拜、巴西、土耳其。